# Tetsuo Takata
Tetsuo Takata (高田鉄男?, Takata Tetsuo; 18 settembre 1981) è un ex giocatore di football americano e allenatore di football americano giapponese, che ha giocato come quarterback.

## Palmarès
- 2 Rice Bowl (Matsushita Electric Works/Panasonic Impulse, 2007, 2015)